# Julia Hede
Julia Hede Wilkens (Estocolmo, 16 de febrero de 1962) es una actriz sueca, anteriormente actriz infantil que más tarde fue directora de fotografía y directora de cine. Estudió su carrera en el área de filmografía en la universidad de filmografía, radio, televisión "Dramatiska Institutet" entre 1986-1989.
Hede Wilkens trabaja desde 2015 como profesora de producción televisiva y francés en la secundaria Täby Enskilda Gymnasium. Conduce el programa televisivo Curiosos, el cual se da en el canal de televisión TV Nord y es filmado en el estudio de televisión de la escuela Täby Enskilda Gymnasium.

## Filmografía

### Dirección
- 1995 - Au Pair

### Roles
- 1973 – Den vita stenen (serie de televisión)
- 1975 – Monismanien 1995
- 1983 – Privatdetektiven Kant
- 1985 – Tvätten
- 1991 – Ett paradis utan biljard